# Taka niespokojność
Taka niespokojność – debiutancki tomik Macieja Zdziarskiego wydany w 1993 roku. Książka składa się z 37 krótkich wierszy. Autor miał wówczas 14 lat i za ten tomik w lokalnej prasie okrzyknięto go mianem „wunderkinda polskiej poezji”. W notce redakcyjnej można przeczytać m.in., że Zdziarski „Oprócz poezji zajmuje się prozą i publicystyką. Jest autorem wielu felietonów, reportaży i próz poetyckich”.
W 1998 roku Dorota Latour i Róża Wojta nakręciły film dokumentalny o fenomenie poetyckiego Drezdenka zatytułowany „Taka niespokojność”.
- Tytuł: Taka niespokojność.
- Wydawca: Oficyna Wydawnicza „Ziuk”, Drezdenko 1993 rok.
- Wybór i wstęp: Jerzy Hajduga.
- Wydanie: I.
- Nakład: 1000 egzemplarzy.